# Godmjölktjärnen
Godmjölktjärnen är en sjö i Strömsunds kommun i Jämtland och ingår i Ångermanälvens huvudavrinningsområde. Godmjölktjärnen ligger i Gråberget-Hotagsfjällen Natura 2000-område. Vid provfiske har öring fångats i sjön.